# Lega Serie A
La Lega Nazionale Professionisti Serie A (abreviado LNPA), conocida más comúnmente como Lega Serie A, es el organismo que gobierna los más importantes torneos de fútbol de clubes en Italia. Tiene su sede en Milán y depende de la FIGC. El presidente actual es Maurizio Beretta, elegido por segunda vez el 18 de enero de 2013.

## Historia
Fue fundada el 1 de julio de 2010, por la escisión de la antigua Lega Calcio en dos organismos diferentes: la Lega Serie A y la Lega Serie B.

## Torneos
La Lega Serie A organiza los siguientes torneos:
- Serie A, la máxima categoría del sistema futbolístico italiano;
- Copa Italia, la copa nacional italiana;
- Supercopa de Italia, competición que enfrenta al ganador de la Serie A y al campeón de la Copa Italia;
- Campeonato Nacional Primavera, el más importante torneo juvenil de Italia;
- Copa Italia Primavera;
- Supercopa Primavera.

## Organigrama

### Presidente
- Maurizio Beretta

### Vicepresidente
- Adriano Galliani

### Director general
- Marco Brunelli

### Concejales
- Andrea Agnelli
- Urbano Cairo
- Luca Campedelli
- Mario Cognigni
- Aurelio De Laurentiis
- Angelomario Moratti
- Antonio Percassi
- Maurizio Zamparini

### Concejales federales
- Claudio Lotito
- Gino Pozzo

### Junta de auditores
- Presidente: Ezio Maria Simonelli

- Miembros efectivos: Michele Giura, Giacinto Gaetano Sarubbi

- Suplentes: Enzo Guerra, Jean Paul Baroni

Fuente: FIGC.